# Metoligotoma minima
Metoligotoma minima är en insektsart som beskrevs av Davis 1938. Metoligotoma minima ingår i släktet Metoligotoma och familjen Australembiidae.

## Underarter
Arten delas in i följande underarter:
- M. m. victoriae
- M. m. minima